# Wilcox (film)
Pour les articles homonymes, voir Wilcox.
Pour plus de détails, voir Fiche technique et Distribution.
Wilcox est un film québécois réalisé par Denis Côté, sorti en 2019,. Prenant la forme d'un docufiction, ce film expérimental est le récit d'aventure minimaliste d'un homme seul dans la nature dont la quête reste insaisissable,. Dénué de dialogues et porté par une mise en scène sensorielle,, ce film a remporté le Prix spécial du jury du meilleur long métrage documentaire de la Compétition nationale aux Rencontres internationales du documentaire de Montréal (RIDM) en 2019.

## Synopsis
Inspiré des récits d'aventure d'ermites célèbres, tels que Christopher McCandless, Wilcox suit les mystérieuses pérégrinations d'un homme en marge du monde, sillonnant les routes, les bois et les campagnes québécoises : est-ce un déserteur, un survivaliste ou un délinquant? À l'image de la conception sonore électroacoustique de Roger Tellier Craig et du déstabilisant montage de Matthew Rankin, l'expérience cinématographique que propose ici Denis Côté est avant tout sensorielle et immersive, laissant au spectateur la liberté de trouver ou non un sens à cette quête.

## Fiche technique
- Titre original : Wilcox
- Titre anglais ou international : Wilcox
- Réalisation et scénario : Denis Côté[2]
- Image : François Messier-Rheault
- Costumes : Caroline Bodson[3]
- Musique et conception sonore : Roger Tellier Craig
- Montage : Matthew Rankin
- Prise de son : Jean-François Caissy
- Production : Denis Côté, Annie St-Pierre[11]
  - Coproduction : Aonan Yang, Andreas Mendritzki
- Sociétés de production : Inspiratrice & Commandant, en collaboration avec GreenGround[12]
- Société de distribution : Inspiratrice & Commandant
- Budget : 11 000 $[11]
- Pays de production :  Canada ( Québec)
- Langue originale : français[Quoi ?], sans dialogues
- Format : couleur — DCP
- Genre : docufiction, expérimental[5]
- Durée : 66 minutes
- Dates de sortie :
  - Suisse : 11 août 2019 (Festival de Locarno)[13]
  - Allemagne : 28 septembre 2019 (Festival du film de Hambourg)
  - Canada : 15 novembre 2019 (RIDM)[14]

## Distribution
- Guillaume Tremblay : Wilcox

## Distinctions

### Récompense
- Rencontres Internationales du Documentaire de Montréal (RIDM) 2019 : Prix spécial du jury de la « Compétition nationale » du meilleur long métrage documentaire[7]

### Nominations et sélection
- Festival international du film de Locarno 2019 : Sélection hors compétition dans la section « Fuori Concorso »[15]
- Festival international du cinéma francophone en Acadie (FICFA) 2019 : Prix La Vague du meilleur long métrage de fiction canadien[16]
- Rencontres Internationales du Documentaire de Montréal (RIDM) 2019 : Meilleur long métrage documentaire de la « Compétition nationale »[7]